# 贺州 (渤海国)
贺州又称吉理府，渤海国的州。
隶属于龙原府，领四县：洪贺县、送诚县、吉理县和石山县。《辽史 第三十八卷 志第八》记：属东京道“贺州，刺史。本渤海吉理郡，故县四：洪贺、送诚、吉理、石山，皆废。户三百。隶开州。”
《渤海国记 中篇》记：辽志，辽初弃东京未设官，辽圣宗东伐高丽乃置开州镇国军节度，盐州、穆州和贺州这三个州，为渤海国旧名。县一曰开远，以庆州龙原县改也，穆州属县一曰会农县，亦是渤海国旧名。辽圣宗置宗州熊山县，没能确定与庆州熊山是否为一地。